# Tobias Kamke
Tobias Kamke (Lübeck, 21 de mayo de 1986) es un exjugador de tenis alemán. Su mejor posición en el ranking fue n.º 64 en enero de 2011 y no llegó a conquistar ningún título a nivel ATP. Destacó más en el circuito Challenger dónde levantó hasta 8 trofeos en su carrera.

## Carrera profesional

### 2008
En junio, Kamke disputó el cuadro principal de individuales para el Campeonato de Wimbledon 2008 como Lucky Loser, tras perder ante Jan Hernych en la ronda final de clasificación. Perdió en la primera ronda frente al n.º 30 del mundo Andreas Seppi.

### 2010
Nuevamente disputó el cuadro principal en Wimbledon donde avanzó hasata la tercera ronda en donde cayó derrotado ante el cabeza de serie N.º 10 Jo-Wilfried Tsonga por 1-6, 4-6, 6-7. En julio, ganó el Challenger Banque Nationale de Granby superando a Milos Raonic en la final por 6-3, 7-6. En el 2010 Obtiene su segundo Título en el Tiburon Challenger derrotando a Ryan Harrison en la final. 

### 2011
En este año llega a lo más alto del ranking en su carrera, tanto en individuales(el n.º 64 en enero) como en dobles (el n.º 144 en septiembre).

### Clasificación en torneos del Grand Slam
| Torneo             | 2010 | 2011 | 2012 | 2013 | 2014 | Títulos |
| ------------------ | ---- | ---- | ---- | ---- | ---- | ------- |
| Australian Open    | -    | 1R   | 2R   | 2R   | 1R   | 0       |
| Roland Garros      | 2R   | 2R   | 1R   | 2R   | 2R   | 0       |
| Wimbledon          | 3R   | 2R   | 1R   | 1R   |      | 0       |
| US Open            | 1R   | 1R   | 1R   | 2R   |      | 0       |
| Tennis Masters Cup | -    |      | 0    |      |      |         |

## Títulos; 7 (7 + 0)
| Leyenda                     | Individuales | Dobles |
| --------------------------- | ------------ | ------ |
| Grand Slam                  | 0            | 0      |
| ATP World Tour Finals       | 0            | 0      |
| ATP World Tour Masters 1000 | 0            | 0      |
| ATP World Tour 500 Series   | 0            | 0      |
| ATP World Tour 250 Series   | 0            | 0      |
| ATP Challenger Series       | 7            | 0      |

### Individuales
| N.º | Fecha      | Torneo                     | Superficie | Rival en la final      | Resultado     |
| --- | ---------- | -------------------------- | ---------- | ---------------------- | ------------- |
| 1.  | 26.07.2010 | Challenger de Granby       | Dura       | Milos Raonic           | 6–3, 7–64     |
| 2.  | 11.10.2010 | Challenger de Tiburón      | Dura       | Ryan Harrison          | 6–1, 6–1      |
| 3.  | 13.11.2011 | Challenger de Loughborough | Dura       | Flavio Cipolla         | 6-2, 7-5      |
| 4.  | 16.09.2012 | Challenger de Pétange (1)  | Dura       | Paul-Henri Mathieu     | 7-67, 6-4     |
| 5.  | 15.09.2013 | Challenger de Pétange (2)  | Dura       | Paul-Henri Mathieu     | 1-6, 6-3, 7-5 |
| 6.  | 08.06.2014 | Challenger de Fürth        | Dura       | Iñigo Cervantes Huegun | 6-3, 6-2      |
| 7.  | 20.03.2016 | Kazan Kremlin Cup          | Dura       | Aslan Karatsev         | 6-4, 6-2      |